# Aulo

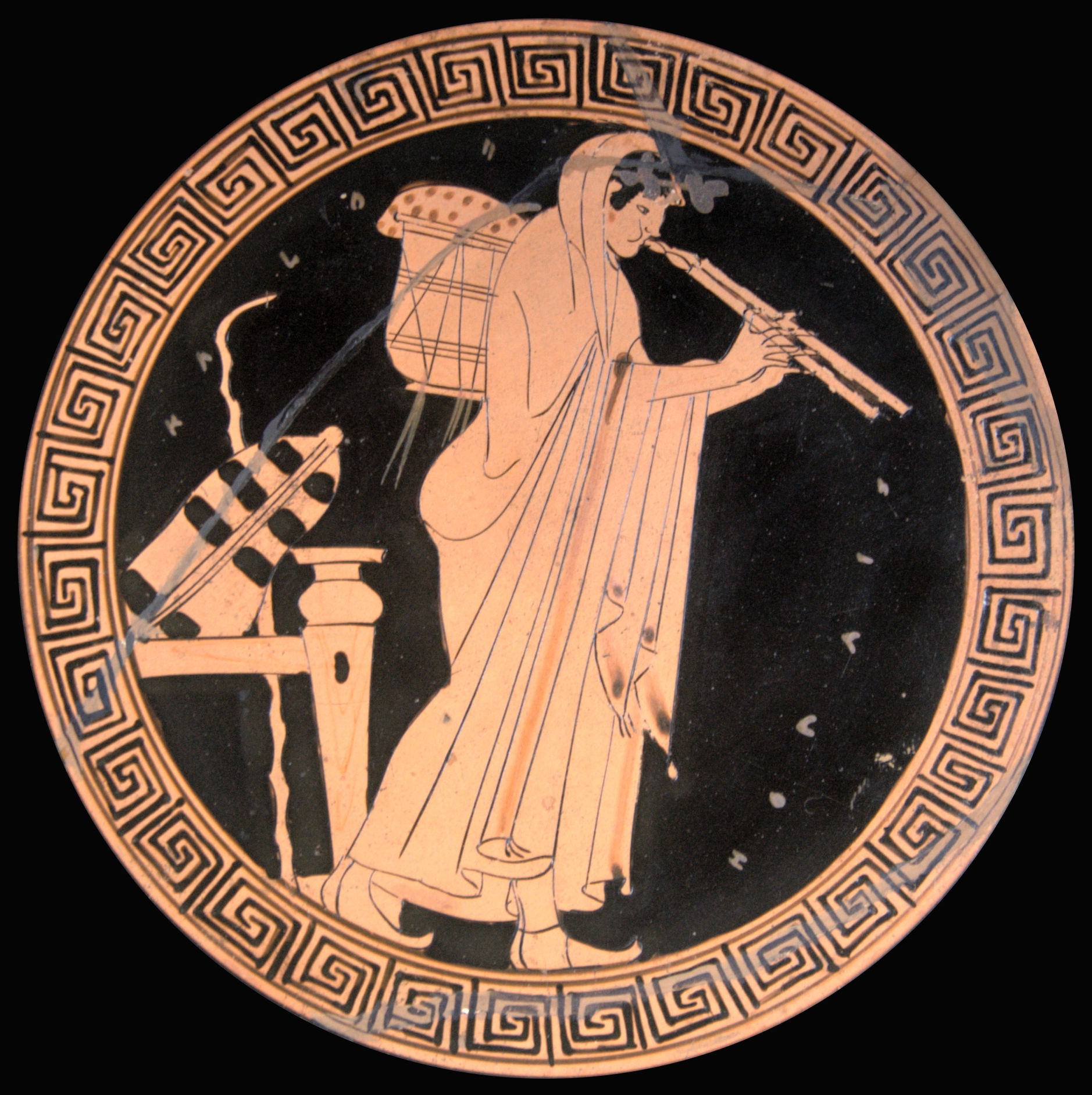
Um tocador de aulo

Aulo (em grego clássico: αυλός; romaniz.: aulos; plural: αυλόι, auloi) ou tíbia (em latim: tibia) era um instrumento musical de sopro da antiga Grécia.
Diferentes instrumentos eram chamados de aulo, incluindo um que era constituído de um tubo simples (monaulo), tocado como as flautas doces, outro também de tubo simples, mas tocado horizontalmente como a flauta transversal moderna, chamado de plagiaulo (plagiaulos), outro com dois tubos separados, o diaulo (diaulos), e por fim o tipo mais corrente, de tubo simples mas com palheta, que poderia ser dupla ou simples. Entretanto, achados arqueológicos, assim como a iconografia remanescente da época e outras evidências indicam que se tratava de palheta dupla, tal como a do moderno oboé, com embocadura maior, tal como a do duduk armênio. 
Embora tocado por alguns aristocratas, geralmente era um instrumento usado apenas por músicos profissionais, muitos deles escravos. Era um dos mais típicos instrumentos da Grécia antiga, estando presente em uma variedade de momentos: em sacrifícios, representações teatrais, jogos e cultos, sendo especialmente associado a Dioniso.
A origem do aulo, segundo a mitologia grega, está ligada ao sátiro Marsias, que o teria inventado ou teria encontrado um exemplar rejeitado por Atena, pois, ao tocá-lo, as bochechas da deusa   inchavam, arruinando sua beleza. Seja como for, o sátiro adquire tal domínio sobre o instrumento que desafia Apolo para uma competição de música, no qual o vencedor poderia fazer do oponente o que quisesse. Como seria de se esperar, Apolo, o deus da música e da poesia, venceu; então, amarrou o sátiro a uma árvore e o esfolou vivo, para punir sua desmedida arrogância (húbris). O sangue de Marsias e as lágrimas das Musas teriam formado o rio Marsias, na Frígia.
Mesmo brutal, o mito expressa bem as consequências de aproximação indevida ao divino e reflete a tensão experimentada pelos gregos entre a lira e o aulo, símbolos, respectivamente, das oposições liberdade/tirania, profissionalismo/amadorismo, moderação/excesso. Isso levou, no século XIX, a uma interpretação equivocada dos temperamentos apolíneos (aquele que contempla a beleza e a harmonia) e dionisíaco (irracional, anárquico, confuso), vistos então como irreconciliáveis. Contudo, no templo de Apolo em Delfos existia um santuário para Dioniso, e este era, às vezes, representado tocando uma lira ou cítara, instrumentos tipicamente associados a Apolo.